# 메시나 광역시

메시나 광역시의 위치

메시나 광역시(이탈리아어: Città metropolitana di Messina)는 이탈리아 시칠리아에 위치한 광역시로 중심 도시는 메시나이며 면적은 3,266.12km2, 인구는 647,477명(2014년 2월 28일 기준), 인구 밀도는 200명/km2이다. 2015년 8월 4일을 기해 실시된 행정 구역 개편에 따라 메시나현에서 메시나 광역시로 개편되었다.

## 같이 보기
- 메시나도